# Hülseberg
Hülseberg (niederdeutsch Hülsbarg) ist eine Ortschaft und ein Teil der Stadt Osterholz-Scharmbeck im niedersächsischen Landkreis Osterholz.

## Geographie

### Geographische Lage
Hülseberg liegt ca. 7 km nordwestlich der Kernstadt, angrenzend an die Ortschaft Ohlenstedt. Mit dieser teilt sich Hülseberg die Ohlenstedter Seen; die Grenze verläuft durch den Quell- und den Goldbergsee. Mit einer Fläche von 6,5 km² ist Hülseberg die kleinste Ortschaft der Stadt. Die Einwohnerzahl beträgt 414 (Stand: August 2008; im Jahr 1974: 330).

### Flüsse
Die Quelle der Hamme liegt in der Nähe der Ortschaft Hülseberg. Der Oberlauf des Flusses, der Giehler Bach, fließt im Ortsgebiet durch das Fuchstal und am „Hemmenweg“ entlang, der seinen Namen dem Fluss verdankt. Die Weser fließt westlich von Hülseberg in 18 km Entfernung.

## Geschichte

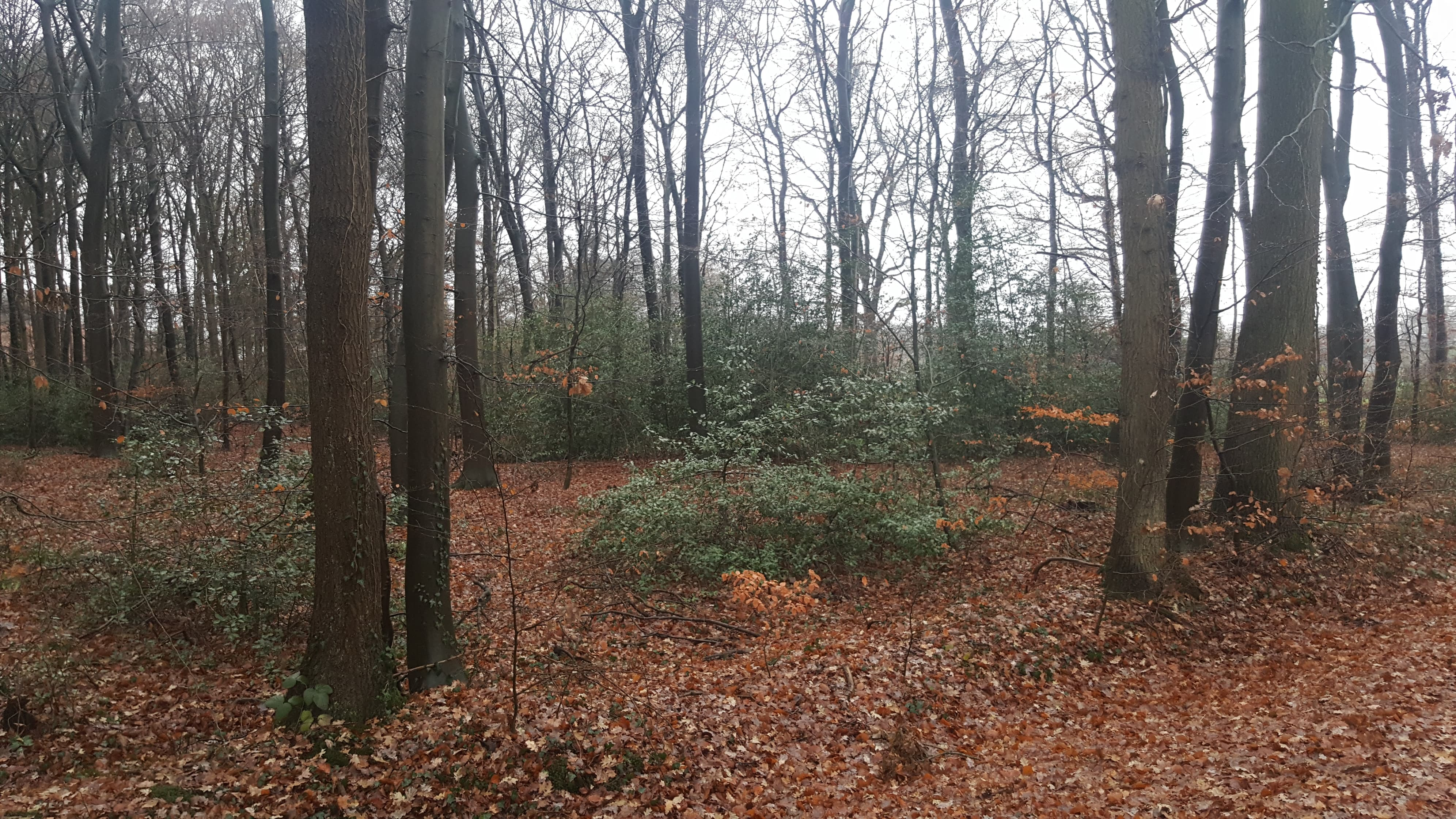
Die häufig vorkommende Stechpalme (Ilex aquifolium), nach der Hülseberg benannt wurde, in einem Hülseberger Gehölz

Die erste bekannte, urkundliche Erwähnung des Dorfes (als „Hulsbergh“) stammt vom 7. Mai 1238 und wurde vom Erzbischof Gerhard II. verfasst. Der Name Hülseberg geht aus dem erst erwähnten Hulsbergh hervor. Hülse ist eine Bezeichnung für die Europäische Stechpalme (Ilex aquifolium), die dort besonders häufig zu finden ist. Berg, niederdeutsch Barg, ist ursprünglich ein Ort, in dem man etwas vor dem Feind verstecken kann und bezeichnet ebenfalls eine Anhöhe.
Im Jahre 1729 ist der erste Nebenschulmeister notiert und es findet Wanderunterricht in Hülseberg statt. 1879 wird die erste Schule in Hülseberg errichtet, jedoch wurde diese stark baufällig und im Jahre 1912 wurde ein Neubau errichtet. Dieser existiert bis heute und beherbergt nun Eigentumswohnungen und das Dorfgemeinschaftshaus.
Anfang 1915 kamen Flüchtlinge aus Ostpreußen nach Hülseberg, die zu Beginn des Ersten Weltkriegs zunächst von den Russen vertrieben worden waren, aber schnell in ihre Heimat zurückkehren konnten. Im Jahr 1915/16 wurde in Hülseberg – schräg gegenüber dem heutigen Friedhof – ein Kriegsgefangenenlager errichtet. Hier wurden Franzosen, Belgier, Engländer und Russen interniert.
1940 wurde in Hülseberg die Freiwillige Feuerwehr gegründet und erhielt 1986 ein dazugehöriges Gebäude.
Seit 1950 wird in Hülseberg das alljährlich stattfindende Erntefest gefeiert, das zu einer festen Tradition des Dorfes gehört.
Durch einen Erlass des Oberpräsidenten der Provinz Hannover im Jahre 1936 erfolgte bereits damals die Eingliederung eines Teiles von Hülseberg zusammen mit den Gemeinden Buschhausen, Lintel und Westerbeck in die Stadt Osterholz-Scharmbeck. Am 1. März 1974 wurde Hülseberg schließlich in die Kreisstadt Osterholz-Scharmbeck eingegliedert.

## Wappen

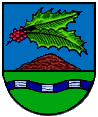
Historisches Wappen

Das Wappen soll den Namen der Ortschaft wiedergeben. Die zwei Ilex-Blätter mit den Früchten symbolisieren den Teil „Hülse“ des Namens, da Hülse der alte Name für Ilex ist. Der Berg steht für den hinteren Teil „-berg“ und das blaue Band weist auf die nahe Hammequelle hin.

## Infrastruktur

### Grundschule
Das Schulgebäude wurde 1913 erbaut, die Grundschule wurde 1990 geschlossen. Heute sind darin das Dorfgemeinschaftshaus und der Spielgarten untergebracht.

### Gebäude, Institutionen, sonstige Einrichtungen
- Seniorenheim Hülseberg Altenpflegeheim OHZ
- Friedhof Hülseberg
- Turnhalle Hülseberg
- Sportplatz Hülseberg
- Hülseberg OFW mit Grundausstattung
- Spielkreis Ohlenstedt-Hülseberg

### Verkehr
Die Bundesautobahn 27 verläuft westlich in 8 km Entfernung und die von Osterholz-Scharmbeck nach Gnarrenburg führende Bundesstraße 74 verläuft östlich in 4 km Entfernung.